# Cyphostemma simulans
Cyphostemma simulans är en vinväxtart som först beskrevs av C. A. Smith, och fick sitt nu gällande namn av Wild & R. B. Drumm.. Cyphostemma simulans ingår i släktet Cyphostemma och familjen vinväxter. Inga underarter finns listade i Catalogue of Life.